# Retrato de Gustavo Adolfo Bécquer
El Retrato de Gustavo Adolfo Bécquer está considerada como una de las obras más destacables del pintor romántico español Valeriano Domínguez Bécquer. Procedente de la colección Y 
barra, en la actualidad forma parte de la exposición permanente del Museo de Bellas Artes de Sevilla. La producción retratística de Valeriano Bécquer fue relativamente numerosa, destacando junto a este la obra Interior Isabelino (Museo de Cádiz, 1856). 
La realización del retrato coincide con el traslado del pintor sevillano a Madrid en el año 1862. Momento en el que comienza la etapa madrileña en la cual la pintura de Valeriano Bécquer adquiere una mayor objetividad y un temperamento más profundo. En esta segunda etapa comienza a emplear una técnica más suelta, luminosa y flexible, como observamos en dicho retrato.
Debemos mencionar que no es la única ocasión en la cual el pintor más destacado de la dinastía familiar retrata a su hermano, un ejemplo de ello es el retrato que perteneció a Francisco Laiglesia y que desapareció durante la Guerra Civil en los años treinta del siglo pasado.

## Análisis
Perteneciente al segundo periodo del romanticismo sevillano, Valeriano es capaz de captar una gran fuerza expresiva en el retrato de su hermano. Se trata de un retrato psicológico en el que el pintor muestra un excelente talento para llegar a lo esencial del retratado.
La relación de familiaridad que mantenían pintor y modelo ayudó a la realización de uno de los mayores retratos románticos españoles, retrato que en nada debe envidiar a las obras maestras europeas de este periodo. 
En palabras del profesor e historiador del arte Enrique Valdivieso sobre esta pintura:
«ha de considerarse como una de las capitales de la pintura romántica española y que pueda compararse con toda dignidad con los mejores retratos realizados en su época europea»(Valdivieso, 1992: 3899).
Valeriano en un rostro idealizado en mayor o menor medida es capaz de introducir la especial idiosincrasia romántica. Esta se refleja en el ímpetu, melancolía, ironía y pasión de la expresión del modelo (siendo estos sentimientos alejados entre sí por norma general). Observamos lo dicho con anterioridad en el gesto escéptico y a la vez seductor que crea la apertura unilateral de la ceja. De porte aristocrático y elegante, el escritor conecta con el espectador a través de la mirada.Se trata de un retrato de tres cuartos sobre fondo neutro, pudiéndose tratar de una influencia de Diego de Velázquez y que obliga al observador a centrar la mirada en el retratado, otorgándole un total protagonismo. Esta tipología de fondo, con en una fecha anterior al retrato del que hablamos, fue empleada por el prerromántico Francisco de Goya en retratos como el de Don Juan Bautista de Muguiro (1827) al conocer la obra del famoso pintor de la corte de Felipe IV. Pudiendo llegar a hacer una comparativa entre el Retrato de Luis de Góngora (1622) realizado por Diego de Velázquez y el Retrato de Gustavo Adolfo Bécquer, ambos literatos andaluces.
En el caso de la pintura romántica de Valeriano, en esta segunda etapa se percibe una pincelada más suelta que aporta una mayor expresividad a la obra. Respecto a la iluminación, el pintor opta por centralizar la luz y dejar el resto en penumbra. En la paleta utilizada predominan los tonos ocres, resaltando el rostro mediante el cuello blanco de la camisa.  Advirtiendo una continuidad con la tradición retratística española
El resto de la vestimenta que porta el literato es una bufanda marrón sobre una capa negra, a juego con el cabello oscuro y rizado. 
Si observamos las colecciones románticas de las pinacotecas europeas observaremos que el color prevalece sobre el dibujo, negando la importancia del dibujo sobre este que se había mantenido en el pasado neoclásico. No obstante, la pintura de Valeriano Bécquer muestra un envidiable equilibrio entre dibujo y color, entre razón y expresión, puesto que su formación estuvo ligada al academicismo. Ante todo, podemos calificar esta pintura como un retrato romántico por revelar al mismo tiempo el aspecto físico y psicológico del retratado.

## Recepción
El Retrato de Gustavo Adolfo Bécquer realizado por su hermano Valeriano Bécquer tuvo una gran recepción. Aparte de tener un espacio reservado en la mayoría de las ediciones de los libros del escritor romántico, ha servido de modelo para realizar el busto de la glorieta de Bécquer ubicada en el Parque de María Luisa de Sevilla. Los billetes de 100 pesetas españoles homenajean la figura del escritor sevillano utilizando como molde el retrato realizado por su hermano y equivalente romántico en pintura. El encargado de realizar el grabado que imprimió la Fábrica Nacional de Moneda y Timbre fue Bartolomé Maura y Montaner, apareciendo en la publicación de las Obras de Bécquer del año 1885.